# Битва при Аль-Анбарі
Битва при Аль-Анбарі — бій 633 року між силами Арабського халіфату та Держави Сасанідів в місті Анбар.
Мусульманське військо підступило до міста, але іранці воліли зачинитися за міцними стінами. Мусульманський командувач Халід ібн аль-Валід вирішив використовувати своїх влучних лучників і наказав їм вести обстріл стін, «цілячись в очі перських солдатів».  Іранський командувач Шіразад волів капітулювати, і йому було дозволено піти. 